# Campionati mondiali di volo con gli sci 2024
I Campionati mondiali di volo con gli sci 2024, ventottesima edizione della manifestazione organizzata dalla Federazione internazionale sci e snowboard, si sono svolti dal 26 al 28 gennaio a Tauplitz, in Austria, e hanno contemplato esclusivamente gare maschili; sono stati assegnati due titoli, uno individuale e uno a squadre.
In seguito all'invasione russa dell'Ucraina del 2022, gli atleti russi e bielorussi sono stati esclusi dalle competizioni.

## Risultati

### Individuale
| Pos. | Atleta               | Nazione   | Punteggio |
| ---- | -------------------- | --------- | --------- |
| 1    | Stefan Kraft         | Austria   | 647,4     |
| 2    | Andreas Wellinger    | Germania  | 645,3     |
| 3    | Timi Zajc            | Slovenia  | 642,7     |
| 4    | Johann André Forfang | Norvegia  | 629,3     |
| 5    | Lovro Kos            | Slovenia  | 628,6     |
| 6    | Piotr Żyła           | Polonia   | 626,4     |
| 7    | Niko Kytösaho        | Finlandia | 613,9     |
| 8    | Michael Hayböck      | Austria   | 610,1     |
| 9    | Junshirō Kobayashi   | Giappone  | 603,5     |
| 10   | Stephan Leyhe        | Germania  | 588,8     |

Data: 26-27 gennaio

Trampolino: Kulm HS235

### Gara a squadre
| Pos. | Nazione     | Atleti                                                                | Punteggio |
| ---- | ----------- | --------------------------------------------------------------------- | --------- |
| 1    | Slovenia    | Lovro Kos Peter Prevc Domen Prevc Timi Zajc                           | 1615,4    |
| 2    | Austria     | Michael Hayböck Manuel Fettner Jan Hörl Stefan Kraft                  | 1588,9    |
| 3    | Germania    | Pius Paschke Karl Geiger Stephan Leyhe Andreas Wellinger              | 1549,9    |
| 4    | Norvegia    | Robin Pedersen Daniel-André Tande Marius Lindvik Johann André Forfang | 1502,9    |
| 5    | Giappone    | Ren Nikaidō Naoki Nakamura Junshirō Kobayashi Ryōyū Kobayashi         | 1493,0    |
| 6    | Svizzera    | Sandro Hauswirth Simon Ammann Remo Imhof Gregor Deschwanden           | 1389,3    |
| 7    | Finlandia   | Eetu Nousiainen Kasperi Valto Antti Aalto Niko Kytösaho               | 1300,4    |
| 8    | Polonia     | Aleksander Zniszczoł Kamil Stoch Dawid Kubacki Piotr Żyła             | 1279,1    |
| 9    | Stati Uniti | Erik Belshaw Kevin Bickner Decker Dean Tate Frantz                    | 647,2     |

Data: 28 gennaio

Trampolino: Kulm HS235

## Medagliere per nazioni
| Pos. | Nazione  | Oro | Argento | Bronzo | Totale |
| ---- | -------- | --- | ------- | ------ | ------ |
| 1    | Austria  | 1   | 1       | 0      | 2      |
| 2    | Slovenia | 1   | 0       | 1      | 2      |
| 3    | Germania | 0   | 1       | 1      | 2      |